# Smal kavelhirs
Smal kavelhirs (Setaria parviflora) är en gräsart som först beskrevs av Jean Louis Marie Poiret, och fick sitt nu gällande namn av M.Kerguelen. Smal kavelhirs ingår i släktet kolvhirser, och familjen gräs. Inga underarter finns listade i Catalogue of Life.

## Bildgalleri

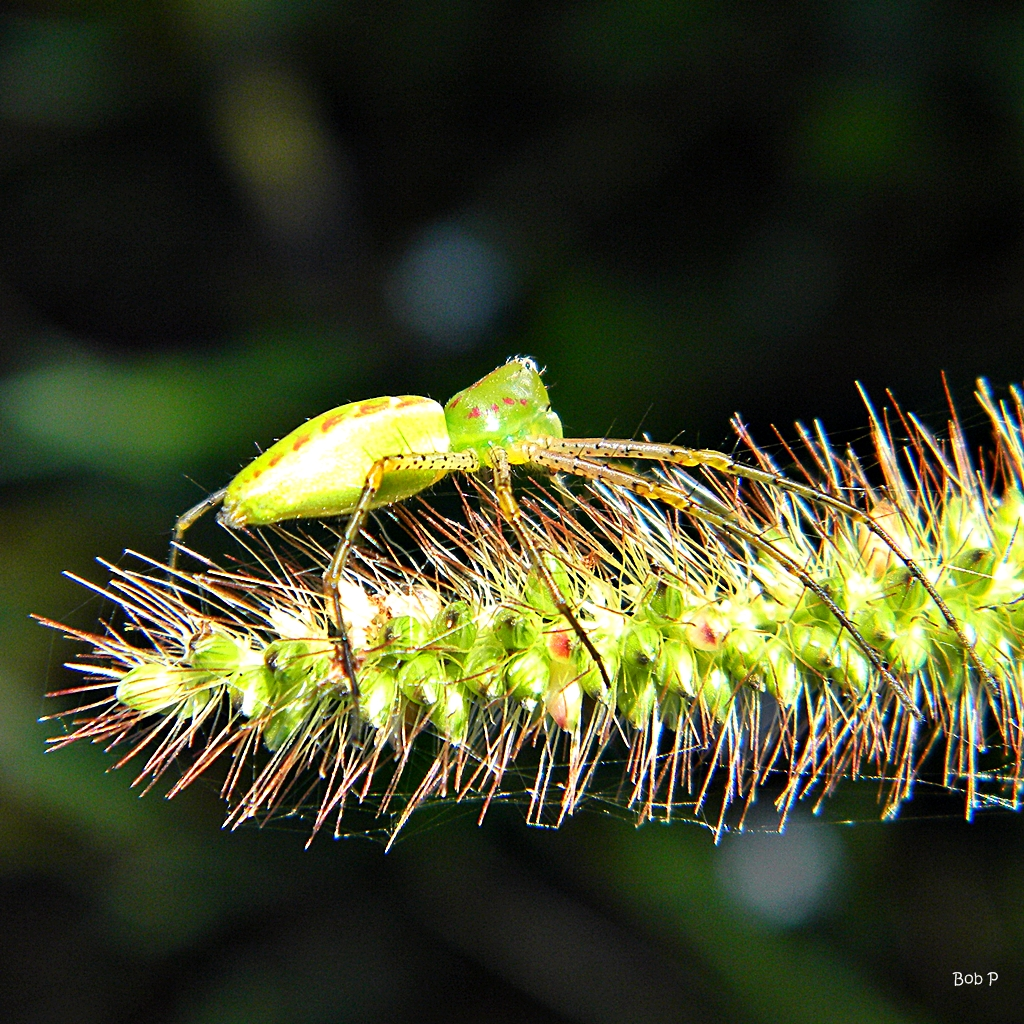
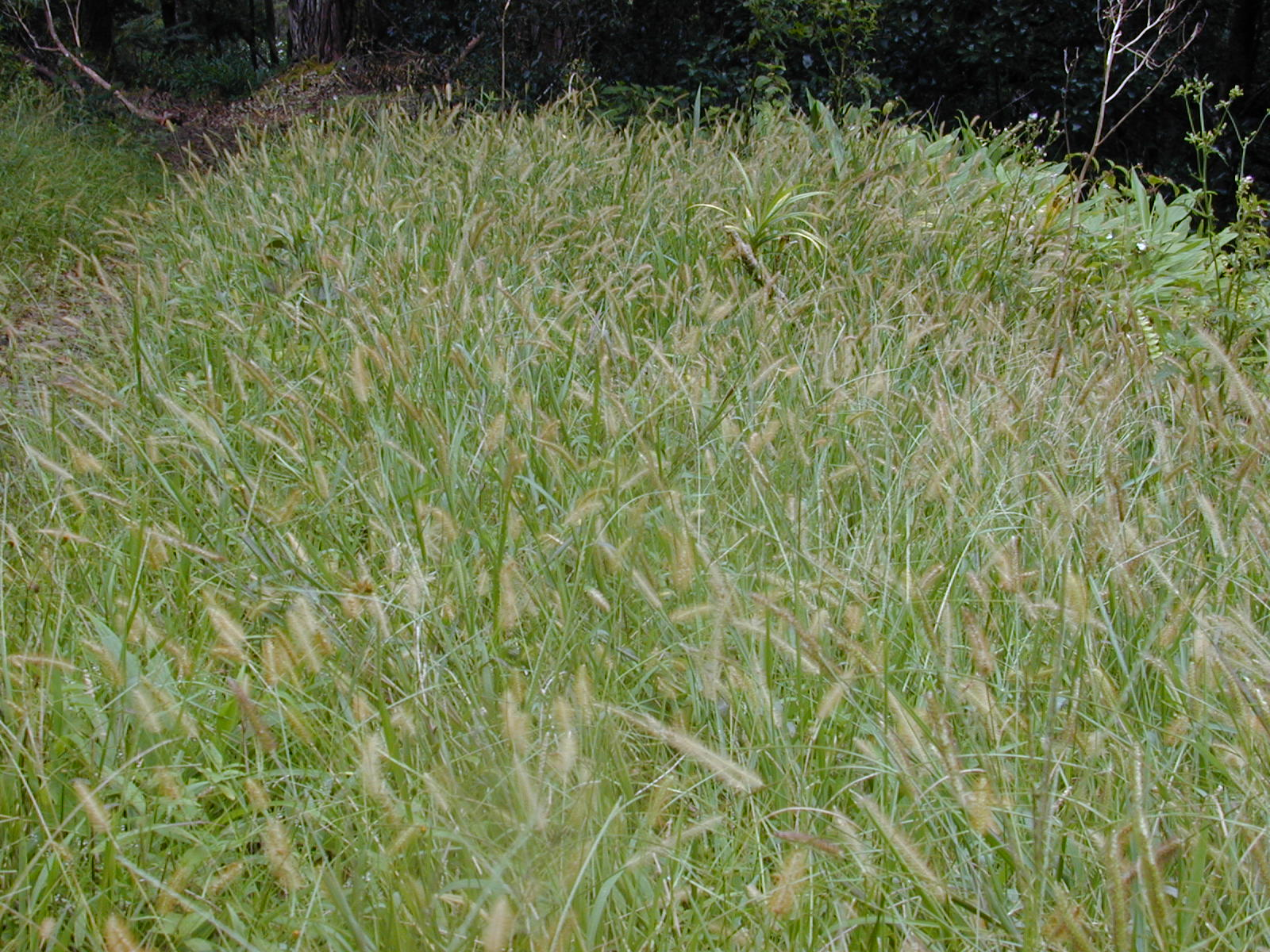
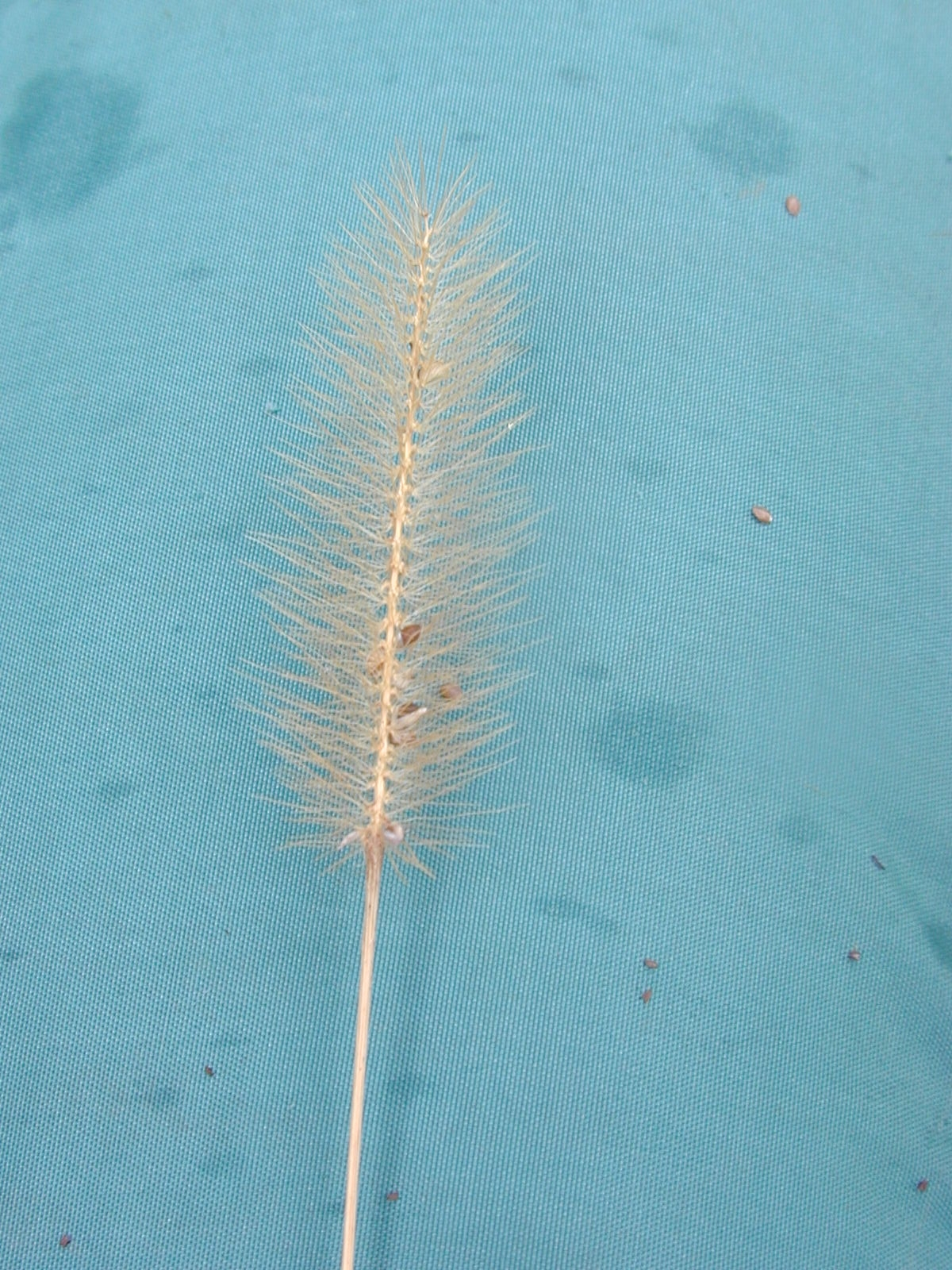
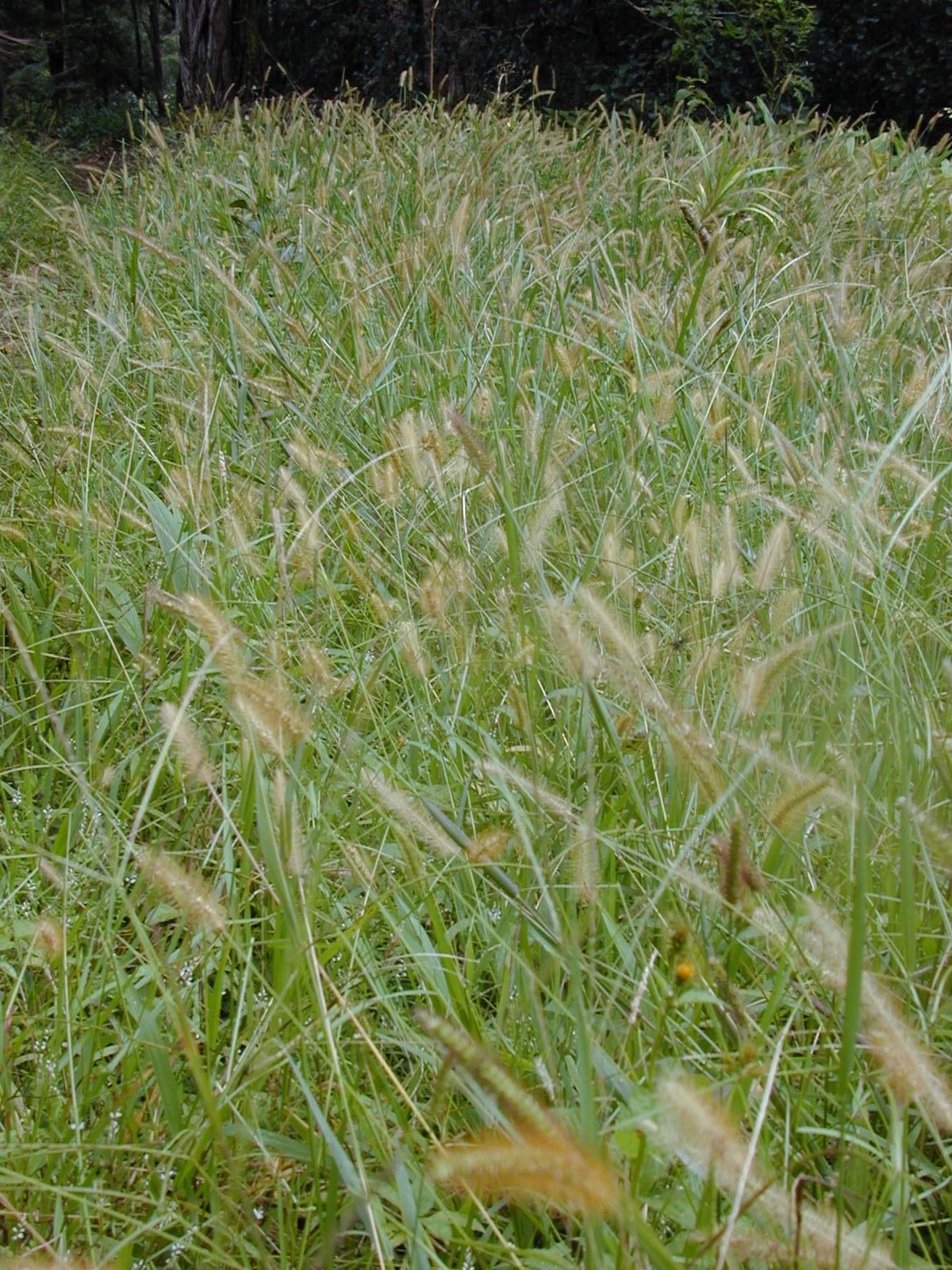